# Frankis Marzo
Frankis Carol Marzo (ur. 7 września 1987 w Guantánamo) – katarski piłkarz ręczny urodzony na Kubie, zawodnik portugalskiego klubu Sporting CP i reprezentacji Kataru. Zwykle gra na pozycji lewego lub prawego rozgrywającego. Z dorobkiem 58 goli został królem strzelców Mistrzostw Świata w Piłce Ręcznej Mężczyzn 2021.

## Sukcesy
- Mistrzostwa Azji w Piłce Ręcznej Mężczyzn 2020[4]
- Mistrzostwa Azji w Piłce Ręcznej Mężczyzn 2022[5]
- Mistrzostwo Portugalii: 2017, 2018[6][7]

- Puchar Portugalii: 2012, 2013, 2014[1]

- Superpuchar Portugalii: 2014[1]

- Król strzelców Mistrzostw Świata w Piłce Ręcznej Mężczyzn 2021 – 58 bramek[3]